# Bobby Doyle
Bobby Doyle (1939 - 2006) fue un pianista, cantante, compositor y arreglista norteamericano de blues y country. Desde su infancia, es ciego.

## Historial
Desarrolló su trabajo musical a partir de los primeros años 1960, con diversos músicos de country, como Kenny Rogers, y de rock (Ricky Nelson), además de con su propio grupo, The Bobby Doyle Three. A comienzo de los años 1970, giró y grabó con la banda de country rock Poco (1970), entrando a formar parte del grupo de jazz-rock, Blood, Sweat & Tears, en 1972, sustituyendo al cantante David Clayton-Thomas durante unos meses, aunque finalmente dejó el puesto a Jerry Fisher. No obstante, participó en la grabación del disco New blood.
Tras su paso por BS&T, Doyle colaboró asiduamente con Garth Brooks, del que fue mánager. En los años 2000, volvió a grabar con grupos country como Armand & Angelina o Girls, Guns and Glory. Doyle aparece también en la banda sonora de la película Vanishing Point (1971).